# 쉬카이
쉬카이(중국어 간체자: 许凯, 정체자: 許凱, 병음: Xǔ Kǎi, 한자음: 허개, 영어: Kevin Xu, 1995년 3월 5일 ~ )는 중국의 배우이자 모델이다. 소속사는 후안위 필름(歡娛影視)이다. 팬덤명은 「당분」 (糖分)이며, 상징색은 「주황색」 (橙色)과 「보라색」 (紫色)이다.   

## 영상 작품

### 드라마
| 연도   | 명칭                                 | 배역                                    | 각주 |
| 2018년 | 《봉수황》 (凤囚凰)                  | 션위 (沈遇)                             |      |
| 2018년 | 《연희공략》 (延禧攻略)              | 푸챠·푸헝 (富察·傅恒)                   |      |
| 2019년 | 《초요》 (招摇)                      | 리천란/모칭 (厉尘澜/墨青)               |      |
| 2019년 | 《열화군교》 (烈火军校)              | 구옌쩐 (顾燕帧)                         |      |
| 2019년 | 《영검산의 고수들》 (从前有座灵剑山) | 왕루 (王陆)                             |      |
| 2020년 | 《천무기》 (天舞纪)                  | 리쉬엔 (李玄)                           |      |
| 미정   | 《대당아여행》 (大唐儿女行)          | 청츄모 (程处默)                         |      |
| 미정   | 《몽회조가》 (梦回朝歌)              | 양지엔 (杨戬)                           |      |
| 미정   | 《니미소시흔미》 (你微笑时很美)      | 루스청 (陆思诚)                         |      |
| 미정   | 《천고결진》 (千古玦尘)              | 바이쥐에/칭모/바이쉬엔 (白玦/清穆/柏玄) |      |
| 미정   | 《애적이팔정률》 (爱的二八定律)      | 양후아 (阳华)                           |      |

### 영화
| 연도   | 명칭                        | 배역            | 각주 |
| 2019년 | 《남색생사련》 (藍色生死戀) | 《한태》 (韓泰) |      |